# Nuoto alla XXIII Universiade
Presentiamo in questa pagina tutti i risultati delle competizioni di nuoto svoltesi alla XXIII Universiade di Smirne 2005,  Turchia.
Le competizioni nel nuoto si sono svolte tutte presso il Manisa Özel Ýdare Swimming Complex.

## Stile libero

### 50m sl
| Posizione | Atleta          | Paese       | Tempo |
| --------- | --------------- | ----------- | ----- |
|           | Cullen Jones    | Stati Uniti | 22.22 |
|           | Andrej Kapralov | Russia      | 22.40 |
|           | Nicholas Santos | Brasile     | 22.44 |

| Posizione | Atleta             | Paese       | Tempo |
| --------- | ------------------ | ----------- | ----- |
|           | Maritza Correia    | Stati Uniti | 25.38 |
|           | Svitlana Khakhlova | Bielorussia | 25.41 |
|           | Sarah Wanezek      | Stati Uniti | 25.60 |

### 100m sl
| Posizione | Atleta           | Paese  | Tempo |
| --------- | ---------------- | ------ | ----- |
|           | Evgeny Lagunov   | Russia | 49.52 |
|           | Andrej Kapralov  | Russia | 49.70 |
|           | Alessandro Calvi | Italia | 49.90 |

| Posizione | Atleta         | Paese     | Tempo |
| --------- | -------------- | --------- | ----- |
|           | Petra Dallmann | Germania  | 55.35 |
|           | Annika Liebs   | Germania  | 55.97 |
|           | Jana Mysková   | Rep. Ceca | 56.40 |

### 200m sl
| Posizione | Atleta         | Paese       | Tempo   |
| --------- | -------------- | ----------- | ------- |
|           | Yuri Prilukov  | Russia      | 1:49.12 |
|           | Ross Davenport | Regno Unito | 1:49.16 |
|           | Markus Rogan   | Austria     | 1:50.47 |

| Posizione | Atleta             | Paese    | Tempo   |
| --------- | ------------------ | -------- | ------- |
|           | Otylia Jędrzejczak | Polonia  | 1:58.49 |
|           | Annika Liebs       | Germania | 1:59.99 |
|           | Petra Dallmann     | Germania | 2:00.81 |

### 400m sl
| Posizione | Atleta          | Paese       | Tempo   |
| --------- | --------------- | ----------- | ------- |
|           | Yuri Prilukov   | Russia      | 3:49.85 |
|           | Justin Mortimer | Stati Uniti | 3:50.52 |
|           | Takeshi Matsuda | Giappone    | 3:51.91 |

| Posizione | Atleta                  | Paese       | Tempo   |
| --------- | ----------------------- | ----------- | ------- |
|           | Camelia Potec           | Romania     | 4:10.88 |
|           | Rebecca Cook            | Regno Unito | 4:12.11 |
|           | Chanelle Charron-Watson | Canada      | 4:13.27 |

### 800m sl
| Posizione | Atleta              | Paese    | Tempo   |
| --------- | ------------------- | -------- | ------- |
|           | Przemysław Stańczyk | Polonia  | 7:57.00 |
|           | Yuri Prilukov       | Russia   | 7:57.05 |
|           | Takeshi Matsuda     | Giappone | 7:58.82 |

| Posizione | Atleta         | Paese       | Tempo   |
| --------- | -------------- | ----------- | ------- |
|           | Rebecca Cook   | Regno Unito | 8:31.43 |
|           | Hayley Peirsol | Stati Uniti | 8:32.89 |
|           | Camelia Potec  | Romania     | 8:33.33 |

### 1500m sl
| Posizione | Atleta           | Paese       | Tempo    |
| --------- | ---------------- | ----------- | -------- |
|           | Justin Mortimer  | Stati Uniti | 15:23.74 |
|           | Thomas Lurz      | Germania    | 15:26.20 |
|           | Igor Chervynskyi | Ucraina     | 15:26.70 |

| Posizione | Atleta         | Paese       | Tempo    |
| --------- | -------------- | ----------- | -------- |
|           | Hayley Peirsol | Stati Uniti | 16:08.06 |
|           | Rebecca Cook   | Regno Unito | 16:22.47 |
|           | Jana Pechanová | Rep. Ceca   | 16:37.77 |

### 4x100m sl
| Posizione | Nazione     | Atleti | Tempo   |
| --------- | ----------- | ------ | ------- |
|           | Francia     |        | 3:19.91 |
|           | Regno Unito |        | 3:20.27 |
|           | Stati Uniti |        | 3:20.45 |

| Posizione | Atleta        | Paese | Tempo   |
| --------- | ------------- | ----- | ------- |
|           | Stati Uniti   |       | 3:43.97 |
|           | Nuova Zelanda |       | 3:46.59 |
|           | Francia       |       | 3:46.68 |

### 4x200m sl
| Posizione | Nazione     | Atleti | Tempo   |
| --------- | ----------- | ------ | ------- |
|           | Italia      |        | 7:19.51 |
|           | Giappone    |        | 7:20.31 |
|           | Stati Uniti |        | 7:20.54 |

| Posizione | Atleta        | Paese | Tempo   |
| --------- | ------------- | ----- | ------- |
|           | Stati Uniti   |       | 8:05.92 |
|           | Nuova Zelanda |       | 8:09.09 |
|           | Francia       |       | 8:09.50 |

## Dorso

### 50m dorso
| Posizione | Atleta             | Paese         | Tempo |
| --------- | ------------------ | ------------- | ----- |
|           | Liam Tancock       | Regno Unito   | 25.50 |
|           | Sung Min           | Corea del Sud | 25.59 |
|           | Masafumi Yamaguchi | Giappone      | 25.61 |

| Posizione | Atleta             | Paese       | Tempo |
| --------- | ------------------ | ----------- | ----- |
|           | Aya Terakawa       | Giappone    | 29.06 |
|           | Jenniefer Carroll  | Canada      | 29.32 |
|           | Svitlana Khakhlova | Bielorussia | 29.42 |

### 100m dorso
| Posizione | Atleta             | Paese       | Tempo |
| --------- | ------------------ | ----------- | ----- |
|           | Masafumi Yamaguchi | Giappone    | 55.00 |
|           | Matthew Grevers    | Stati Uniti | 55.08 |
|           | Junichi Miyashita  | Giappone    | 55.81 |

| Posizione | Atleta             | Paese    | Tempo   |
| --------- | ------------------ | -------- | ------- |
|           | Aya Terakawa       | Giappone | 1:01.38 |
|           | Masaki Oikawa      | Giappone | 1:02.44 |
|           | Iryna Amshennikova | Ucraina  | 1:02.53 |

### 200m dorso
| Posizione | Atleta             | Paese    | Tempo   |
| --------- | ------------------ | -------- | ------- |
|           | Blaž Medvešek      | Slovenia | 1:58.91 |
|           | Takashi Nakano     | Giappone | 1.59.09 |
|           | Masafumi Yamaguchi | Giappone | 2:00.76 |

| Posizione | Atleta          | Paese    | Tempo   |
| --------- | --------------- | -------- | ------- |
|           | Aya Terakawa    | Giappone | 2:11.81 |
|           | Takami Igarashi | Giappone | 2:12.23 |
|           | Annika Liebs    | Germania | 2:13.99 |

## Rana

### 50m rana
| Posizione | Atleta               | Paese   | Tempo |
| --------- | -------------------- | ------- | ----- |
|           | Oleg Lisogor         | Ucraina | 27.63 |
|           | Valery Dymo          | Ucraina | 28.27 |
|           | Andrew Scott Dickens | Canada  | 28.27 |

| Posizione | Atleta                | Paese       | Tempo |
| --------- | --------------------- | ----------- | ----- |
|           | Megan Jendrick        | Stati Uniti | 30.88 |
|           | Yekaterina Kormacheva | Russia      | 31.79 |
|           | Janne Schaefer        | Germania    | 31.92 |

### 100m rana
| Posizione | Atleta           | Paese       | Tempo   |
| --------- | ---------------- | ----------- | ------- |
|           | Oleg Lisogor     | Ucraina     | 1:00.73 |
|           | Kevin Swander    | Stati Uniti | 1:01.74 |
|           | Makoto Yamashita | Giappone    | 1:01.69 |

| Posizione | Atleta         | Paese       | Tempo   |
| --------- | -------------- | ----------- | ------- |
|           | Megan Jendrick | Stati Uniti | 1:08.20 |
|           | Rebecca Soni   | Stati Uniti | 1:08.77 |
|           | Beata Kaminska | Polonia     | 1:09.73 |

### 200m rana
| Posizione | Atleta             | Paese      | Tempo   |
| --------- | ------------------ | ---------- | ------- |
|           | Slawomir Kuczko    | Polonia    | 2:12.35 |
|           | Vladislav Polyakov | Kazakistan | 2:12.69 |
|           | Genki Imamura      | Giappone   | 2:12.95 |

| Posizione | Atleta        | Paese       | Tempo   |
| --------- | ------------- | ----------- | ------- |
|           | Megumi Taneda | Giappone    | 2:27.81 |
|           | Rebecca Soni  | Stati Uniti | 2:27.84 |
|           | Qi Hui        | Cina        | 2:27.94 |

## Farfalla

### 50m farfalla
| Posizione | Atleta              | Paese   | Tempo |
| --------- | ------------------- | ------- | ----- |
|           | Sergiy Breus        | Ucraina | 23.63 |
|           | Yevgeni Korotyshkin | Russia  | 23.69 |
|           | Nicholas Santos     | Brasile | 23.98 |

| Posizione | Atleta              | Paese       | Tempo |
| --------- | ------------------- | ----------- | ----- |
|           | Vasilissa Vladykina | Russia      | 26.88 |
|           | Dana Vollmer        | Stati Uniti | 26.91 |
|           | Cristina Maccagnola | Italia      | 26.99 |

### 100m farfalla
| Posizione | Atleta        | Paese       | Tempo |
| --------- | ------------- | ----------- | ----- |
|           | Sergiy Breus  | Ucraina     | 53.37 |
|           | Todd Cooper   | Regno Unito | 53.41 |
|           | Sergiy Advena | Ucraina     | 53.42 |

| Posizione | Atleta               | Paese       | Tempo   |
| --------- | -------------------- | ----------- | ------- |
|           | Otylia Jędrzejczak   | Polonia     | 58.74   |
|           | Sarah Healy          | Regno Unito | 1:00.09 |
|           | Demerae Christianson | Stati Uniti | 1:00.16 |

### 200m farfalla
| Posizione | Atleta             | Paese    | Tempo   |
| --------- | ------------------ | -------- | ------- |
|           | Paweł Korzeniowski | Polonia  | 1:56.52 |
|           | Takashi Matsuda    | Giappone | 1:57.55 |
|           | Lukasz Drzewinski  | Polonia  | 1:58.13 |

| Posizione | Atleta              | Paese       | Tempo   |
| --------- | ------------------- | ----------- | ------- |
|           | Otylia Jędrzejczak  | Polonia     | 2:09.67 |
|           | Kimberly Vandenberg | Stati Uniti | 2:10.40 |
|           | Terri Dunning       | Regno Unito | 2:11.73 |

## Misti

### 200m misti
| Posizione | Atleta              | Paese       | Tempo   |
| --------- | ------------------- | ----------- | ------- |
|           | Eric Shanteau       | Stati Uniti | 2:00.13 |
|           | Vytautas Janušaitis | Lituania    | 2:00.98 |
|           | Zhao Tao            | Cina        | 2:01.29 |

| Posizione | Atleta        | Paese         | Tempo   |
| --------- | ------------- | ------------- | ------- |
|           | Qi Hui        | Cina          | 2:14.99 |
|           | Helen Norfolk | Nuova Zelanda | 2:16.03 |
|           | Nicole Hetzer | Germania      | 2:17.22 |

### 400m misti
| Posizione | Atleta        | Paese       | Tempo   |
| --------- | ------------- | ----------- | ------- |
|           | Eric Shanteau | Stati Uniti | 4:18.64 |
|           | Peter Nagy    | Ungheria    | 4:20.05 |
|           | Hidemasa Sano | Giappone    | 4:20.11 |

| Posizione | Atleta        | Paese       | Tempo   |
| --------- | ------------- | ----------- | ------- |
|           | Qi Hui        | Cina        | 4:45.24 |
|           | Rebecca Cooke | Regno Unito | 4:5.62  |
|           | Nicole Hetzer | Germania    | 4:46.62 |

### 4x100m misti
| Posizione | Nazione     | Atleti | Tempo   |
| --------- | ----------- | ------ | ------- |
|           | Ucraina     |        | 3:38.49 |
|           | Stati Uniti |        | 3:39.35 |
|           | Giappone    |        | 3:39.36 |

| Posizione | Atleta      | Paese | Tempo   |
| --------- | ----------- | ----- | ------- |
|           | Stati Uniti |       | 4:07.00 |
|           | Giappone    |       | 4:08.99 |
|           | Russia      |       | 4:10.36 |